# في سبيل المجد
في سبيل المجد هو نشيد وطني مؤقت لسوريا بعد سقوط نظام الأسد بدلاً من نشيد حماة الديار. من تأليف الشاعر السوري الشهير عمر أبو ريشة. وتلحين الأخوين فليفل 

## تاريخ
بعد سقوط نظام الأسد في عام 2024، شهد نشيد «في سبيل المجد» انتعاشًا في شعبيته. في يناير/كانون الثاني 2025، أبلغ الاتحاد السوري لكرة القدم الاتحاد الدولي لكرة القدم (فيفا) رسمياً بقراره تطبيق سلسلة من التغييرات على مشاركات المنتخب الوطني في المباريات الدولية. ومن بين هذه التغييرات اعتماد "في سبيل المجد" نشيداً وطنياً مؤقتاً إلى حين التوصل إلى قرار دائم بشأن النشيد الرسمي.

## كلمات
يعبر النشيد عن موضوعات التضحية والوطنية والمقاومة ضد الظلم:
| فِي سَبيلِ المَجدِ والأوطانِ نَحيا ونَبيدْ كُلُّنا ذو همَّةٍ شَمَّاءَ جبّارٌ عنيدْ لا تُطيقُ السَّادةُ الأحرارُ أطواقَ الحديدْ 𝄇 إنَّ عَيشَ الذُّل والإرهاقِ أولىٰ بالعَبيدْ 𝄆 لا نَهابُ الزَّمنْ إنْ سَقانا المِحَنْ في سَبيلِ الوطنْ كَم قَتيلٍ شهيدْ؟ هَـٰذهِ أوطانُنا مَثوىٰ الجُدودِ الأوَّلينْ وسَماها مَهبِط الإلهامِ والوَحي الأمينْ ورُباها جنَّةٌ فَتَّانة للنَّاظرينْ 𝄇 كُلُّ شِبرٍ مِن ثَراها دُونهُ حَبلُ الوَريدْ 𝄆 لا نَهابُ الزَّمنْ إنْ سَقانا المِحَنْ في سبيلِ الوطنْ كَم قَتيلٍ شهيدْ؟ قَد صبَرنا فإذا بالصبرِ لا يُجدي هُدىٰ وحَلُمنا فإذا بالحُلمِ يودي للرَّدىٰ ونَهضنا اليومَ كالأَطوادِ في وَجهِ العِدىٰ 𝄇 نَدفعُ الضَّيمَ ونَبني للعُلىٰ صرحاً مَجيدْ 𝄆 لا نَهابُ الزَّمنْ إنْ سَقانا المِحَنْ في سبيلِ الوطنْ كَم قَتيلٍ شهيدْ؟ |

## روابط خارجية
- في سبيلي المجد على يوتيوب